# Hiến trứng
Hiến trứng là quá trình người phụ nữ hiến trứng để cho phép người phụ nữ khác thụ thai như một phần của phương pháp điều trị sinh sản được hỗ trợ hoặc cho nghiên cứu y sinh. Đối với mục đích sinh sản được hỗ trợ, hiến trứng thường bao gồm công nghệ thụ tinh trong ống nghiệm, với trứng được thụ tinh trong phòng thí nghiệm; hiếm hơn, trứng không thụ tinh có thể được đông lạnh và được lưu trữ để sử dụng sau. Hiến trứng là sinh sản của bên thứ ba như là một phần của công nghệ hỗ trợ sinh sản.
Tại Hoa Kỳ, Hiệp hội Y học Sinh sản Hoa Kỳ đã ban hành các hướng dẫn cho các quy trình này và Cục Quản lý Thực phẩm và Dược phẩm cũng có một số hướng dẫn. Có những hội đồng ở các quốc gia ngoài Hoa Kỳ có cùng quy định. Tuy nhiên, các tổ chức hiến trứng ở Mỹ có thể chọn có tuân thủ các quy định của xã hội hay không.

## Lịch sử
Đứa trẻ đầu tiên được sinh ra từ việc hiến trứng đã được báo cáo ở Úc vào năm 1983. Vào tháng 7 năm 1983, một phòng khám ở Nam California đã báo cáo mang thai bằng cách hiến trứng, dẫn đến sự ra đời của đứa trẻ Mỹ đầu tiên được sinh ra từ việc hiến trứng vào ngày 3 tháng 2 năm 1984. Thủ tục này được thực hiện tại Trung tâm y tế Harbor UCLA và Đại học California tại Trường Y khoa Los Angeles. Trong thủ tục không còn được sử dụng ngày nay, một quả trứng được thụ tinh mới bắt đầu phát triển đã được chuyển từ một người phụ nữ được thụ thai nhân tạo sang một người phụ nữ khác đã sinh con 38 tuần sau đó. Tinh trùng được sử dụng trong thụ tinh nhân tạo đến từ chồng của người phụ nữ sinh con.
Trước đó, hàng ngàn phụ nữ vô sinh, đàn ông độc thân và các cặp đồng tính nam đã nhận con nuôi là con đường duy nhất để làm cha mẹ. Những tiến bộ trong IVF và hiến trứng đã tạo ra giai đoạn cho phép thảo luận cởi mở và thẳng thắn về việc hiến tế bào trứng và phôi như một thông lệ. Bước đột phá này đã nhường chỗ cho việc hiến tế bào trứng và phôi người như một cách làm phổ biến tương tự như việc hiến tặng khác như hiến máu và hiến tạng. Tại thời điểm thông báo này, sự kiện này đã được các nhà cung cấp tin tức lớn nắm bắt và thúc đẩy cuộc tranh luận và thảo luận lành mạnh về thực hành này đã ảnh hưởng đến tương lai của y học sinh sản bằng cách tạo ra một nền tảng cho những tiến bộ hơn nữa về sức khỏe của phụ nữ.
Bước đột phá khoa học này đã thay đổi triển vọng cho những người không thể có con do vô sinh nữ và những phụ nữ có nguy cơ cao mắc bệnh rối loạn di truyền. Khi IVF phát triển, các quy trình được sử dụng trong hiến trứng song song với sự phát triển đó: trứng của người hiến trứng hiện được thu hoạch từ buồng trứng của cô ấy trong một quy trình phẫu thuật ngoại trú và thụ tinh trong phòng thí nghiệm, quy trình tương tự được sử dụng cho bệnh nhân IVF, nhưng phôi hoặc phôi được tạo ra sau đó chuyển vào người mẹ dự định thay vì vào người phụ nữ cung cấp trứng. Do đó, các nhà tài trợ tế bào trứng cung cấp cho phụ nữ một cơ chế để mang thai và sinh ra một đứa trẻ sẽ là con đẻ của họ (giả sử rằng người phụ nữ nhận được đứa trẻ), nhưng không phải là con của họ. Trong trường hợp tử cung của người nhận vắng mặt hoặc không thể mang thai, hoặc trong trường hợp liên quan đến các cặp đồng tính nam, người thay thế thai kỳ được sử dụng và phôi được cấy vào cô ấy theo thỏa thuận với người nhận. Sự kết hợp giữa hiến trứng và đẻ thuê đã giúp những người đồng tính nam, bao gồm ca sĩ Elton John và bạn đời của anh ta có con đẻ. Việc hiến tặng tế bào trứng và phôi hiện chiếm khoảng 18% số lần thụ tinh trong ống nghiệm được ghi nhận ở Mỹ.
Công trình này đã thiết lập nền tảng kỹ thuật và khuôn khổ đạo đức pháp lý xung quanh việc sử dụng lâm sàng hiến tế bào trứng và phôi người, một thực hành lâm sàng chính thống, đã phát triển trong 25 năm qua. Dựa trên nghiên cứu đột phá này và kể từ thông báo khai sinh ban đầu vào năm 1984, hơn 47.000 ca sinh sống do chuyển phôi phôi của người hiến tặng đã và tiếp tục được ghi nhận bởi Trung tâm Kiểm soát Bệnh tật (CDC)  tại Hoa Kỳ cho phụ nữ vô sinh, những người mà sẽ không có con bằng bất kỳ phương pháp hiện có nào khác.
Tình trạng pháp lý và mô hình chi phí / bồi thường của việc hiến trứng thay đổi đáng kể theo quốc gia. Nó có thể hoàn toàn bất hợp pháp (ví dụ: Ý, Đức, Áo); chỉ hợp pháp nếu ẩn danh và không lý do, mà không có bất kỳ khoản bồi thường nào cho người hiến trứng (ví dụ: Pháp); chỉ hợp pháp nếu không đồng nghĩa và vô lý do (ví dụ: Canada); chỉ hợp pháp nếu ẩn danh, nhưng người hiến trứng có thể được bồi thường (khoản bồi thường thường được mô tả là để bù đắp sự bất tiện và chi phí của cô ấy) (ví dụ: Tây Ban Nha, Cộng hòa Séc, Nam Phi, Hy Lạp); chỉ hợp pháp nếu không đồng nghĩa, nhưng người hiến trứng có thể được bồi thường (ví dụ: Vương quốc Anh); hoặc hợp pháp cho dù đó là ẩn danh hay không, và người hiến trứng có thể được bồi thường (ví dụ: Hoa Kỳ).